# Finale Copa del Rey 2015
De finale van de Copa del Rey van het seizoen 2014/15 werd gehouden op zaterdag 30 mei 2015. FC Barcelona won met 3-1 van Athletic Bilbao.

## Finale

### Voorgeschiedenis
Athletic Bilbao en FC Barcelona stonden al zeven keer tegenover elkaar in de bekerfinale. Vier van die finales werden gewonnen door de Catalanen (1920, 1942, 1953, 2012), de overige drie (1932, 1984, 2009) door de Basken uit Bilbao. 
In de Spaanse competitie won Barcelona zowel in de heen- als terugronde van Bilbao. Op de derde speeldag werd het in Camp Nou 2-0 voor de Catalanen via twee treffers van Neymar. Op 8 februari 2015 volgde een herkansing voor Bilbao. Maar ook in het eigen San Mamés moest het elftal van trainer Ernesto Valverde, die als speler voor zowel Barcelona als Bilbao uitkwam, het onderspit delven. Het werd 2-5 voor Barcelona.
Barcelona plaatste zich voor de finale door onder meer Atlético Madrid uit te schakelen. De Madrilenen hadden eerder zelf al stadsrivaal Real Madrid uit het toernooi gewipt. In de halve finale werd Villarreal twee keer met 3-1 verslagen. Neymar ontpopte zich met zes doelpunten in vijf wedstrijden tot de uitblinker van de Catalaanse bekercampagne. Athletic Bilbao schakelde achtereenvolgens Rayo Vallecano, Celta de Vigo en Málaga uit alvorens het in de halve finale op te nemen tegen Espanyol. De heenwedstrijd in San Mamés eindigde in een gelijkspel (1-1), maar Bilboa zette de scheve situatie recht door een maand later met 0-2 te winnen in Barcelona. In dat laatste duel scoorde de 34-jarige spits Aritz Aduriz zijn vijfde doelpunt in het Spaanse bekertoernooi.

### Stadion
Zowel Athletic Bilbao als Barcelona wilde de finale spelen in het Estadio Santiago Bernabéu, de thuishaven van Real Madrid. Maar omdat Real vreesde dat beide clubs het Spaanse volkslied zouden verstoren – zoals ze deden in de finales van 2009 en 2012 – werd in maart 2015 besloten om de wedstrijd te laten doorgaan in Camp Nou, het stadion van Barcelona.

### Wedstrijd
|                       |                 |       |                           |                                                                                  |
| 30 mei 2015 21:30 MET | Athletic Bilbao | 1 – 3 | FC Barcelona              | Camp Nou, Barcelona Toeschouwers: 99.354 Scheidsrechter: Carlos Velasco Carballo |
| 30 mei 2015 21:30 MET | Williams 79'    |       | 20', 74' Messi 36' Neymar | Camp Nou, Barcelona Toeschouwers: 99.354 Scheidsrechter: Carlos Velasco Carballo |

| Athletic Bilbao | FC Barcelona |

| Athletic Bilbao: |    |                  |         |
|                  |    |                  |         |
| GK               | 1  | Iago             |         |
| RB               | 12 | Unai Bustinza    |         |
| CB               | 16 | Xabier Etxeita   |         |
| CB               | 4  | Aymeric Laporte  |         |
| LB               | 24 | Mikel Balenziaga | 58'     |
| CM               | 6  | Mikel San José   |         |
| CM               | 17 | Mikel Rico       | 75'     |
| RW               | 15 | Andoni Iraola    | 43' 58' |
| AM               | 7  | Beñat            | 75'     |
| LW               | 30 | Iñaki Williams   | 67'     |
| CF               | 20 | Aritz Aduriz     | 87'     |
| Wisselspelers:   |    |                  |         |
| GK               | 1  | Gorka Iraizoz    |         |
| MF               | 8  | Ander Iturraspe  | 75'     |
| FW               | 9  | Kike Sola        |         |
| FW               | 11 | Ibai             | 75'     |
| MF               | 14 | Markel Susaeta   | 58'     |
| DF               | 18 | Carlos Gurpegui  |         |
| MF               | 23 | Ager Aketxe      |         |
| Coach:           |    |                  |         |
| Ernesto Valverde |    |                  |         |

| FC Barcelona:  |    |                       |     |
|                |    |                       |     |
| GK             | 1  | Marc-André ter Stegen |     |
| RB             | 22 | Daniel Alves          |     |
| CB             | 3  | Gerard Piqué          | 42' |
| CB             | 14 | Javier Mascherano     |     |
| LB             | 18 | Jordi Alba            | 77' |
| DM             | 5  | Sergio Busquets       | 90' |
| CM             | 4  | Ivan Rakitić          |     |
| CM             | 8  | Andrés Iniesta        | 56' |
| RW             | 10 | Lionel Messi          |     |
| CF             | 9  | Luis Suárez           | 77' |
| LW             | 11 | Neymar                | 88' |
| Wisselspelers: |    |                       |     |
| MF             | 6  | Xavi                  | 56' |
| FW             | 7  | Pedro                 | 77' |
| MF             | 12 | Rafinha               |     |
| GK             | 13 | Claudio Bravo         |     |
| DF             | 15 | Marc Bartra           |     |
| DF             | 21 | Adriano               |     |
| DF             | 24 | Jérémy Mathieu        | 77' |
| Coach:         |    |                       |     |
| Luis Enrique   |    |                       |     |